# Barbara Mądra-Bednarek
Barbara Mądra-Bednarek, również jako Barbara Mądra (ur. 1958 w Kościanie) – polska śpiewaczka operowa (sopran).

## Życiorys
Absolwentka Akademii Muzycznej w Poznaniu (klasa Antoniny Kaweckiej, dyplom z wyróżnieniem). Zwyciężczyni XX Międzynarodowego Konkursu Wokalnego Voci Verdiane w Busetto (1980). Od 2003 jest pedagogiem na tej uczelni, prowadzi klasę śpiewu solowego. Doktorat obroniła na Akademii Muzycznej we Wrocławiu (2008), a habilitację uzyskała na Akademii Muzycznej w Łodzi (2014). Absolwentką jej klasy jest m.in. Monika Buczkowska-Ward. 
W latach 1978–1994 solistka Opery Poznańskiej. Śpiewała m.in. również w Theatre Royal de la Monnaie w Brukseli oraz La Scali i Teatrze Wielkim – Operze Narodowej w Warszawie.
Siostra śpiewaczki operowej Elżbiety Ardam.

## Partie operowe
- Amor (Orfeusz i Eurydyka, Gluck) - Poznań 1978,
- Roxana (Król Roger, Szymanowski) - Poznań 1979,
- Madonna (Joanna d`Arc na stosie, Honegger) - polska prapremiera Poznań 1979, Warszawa 1984,
- Lauretta (Gianni Schicchi, Puccini) - Poznań 1980,
- Desdemona (Otello, Verdi) - Poznań 1980,
- Liu (Turandot, Puccini) - Poznań 1982,
- Vitellia (Łaskawość Tytusa, Mozart) - Bruksela 1982.
- Mimi (Cyganeria, Puccini) - Poznań 1983, Bruksela 1983 (z Giacomo Aragallem),
- Leonora (Trubadur, Verdi) - Bruksela 1983,
- Alice Ford (Falstaff, Verdi) - Antwerpia 1994, Bruksela 1986 (z José Van Dammem),
- Fiordiligi (Così fan tutte, Mozart) - Bruksela 1984, Genewa 1985 (z Anne Sofie von Otter, Göstą Winberghiem, Håkanem Hagegårdem, Ruth Ann Swenson i Claudio Desderi), Bruksela 1989 (z Hillevi Martinpelto, Markiem Torzewskim i Elżbietą Szmytką), Buenos Aires 1990 (z Raulem Giménezem i Margaritą Zimmermann),
- Antonia (Opowieści Hoffmanna, Offenbach) - Bruksela 1985 (z Ritą Gorr, Dianą Montague, Stuartem Burrowsem i José van Dammem),
- Arminda (Rzekoma ogrodniczka, Mozart) - Bruksela 1985 i 1989 (z Joanną Kozłowską, Markiem Torzewskim, Malviną Major, Elżbietą Szmytką),
- Militrissa (Bajka o carze Sałtanie, Rimski-Korsakow) - Mediolan, La Scala 1988 (z Piotrem Nowackim), 1989 (z Romualdem Tesarowiczem),
- Amelia (Simon Boccanegra, Verdi) - Antwerpia 1989,
- Elisabetta (Don Carlos, Verdi) - Antwerpia 1989 (z Fabio Armiliato), Bruksela 1986 (z José Van Dammem), Warszawa 2000 (reż. Krzysztof Warlikowski),
- Nedda (Pajace, Leoncavallo) - Poznań,
- Tatiana (Eugeniusz Oniegin, Czajkowski),
- Donna Elvira (Don Giovanni, Mozart) - Antwerpia (z Hillevi Martinpelto), Bruksela.